# Zajtuna
Zajtuna (arab. زيتونة) – wieś w Syrii, w muhafazie muhafazie Aleppo. W 2004 roku liczyła 231 mieszkańców.